# Itapissuma
Itapissuma, amtlich Município de Itapissuma, ist eine Stadt im Bundesstaat Pernambuco, Brasilien. Itapissuma gehört mit weiteren 13 Städten zum Großraum Recife. Die Stadt hat eine Gesamtfläche von 74,25 Quadratkilometern und hatte 2019 eine geschätzte Bevölkerung von 26.651 Einwohnern. Die Stadt hat die niedrigste Kindersterblichkeit in der Agglomeration und besitzt das zweithöchste BIP pro Kopf nach Ipojuca.

## Geographie
- Bundesstaat – Pernambuco
- Region – RMR
- Grenzen – Goiana (N), Igarassu (S und W), und Itamaraca (O)
- Fläche – 74,25 km²
- Klima – Tropisch warm und feucht
- Jahresdurchschnittstemperatur – 25,3 °C
- Hauptstraßen – BR-101 und PE-035